# Knokse stadstram

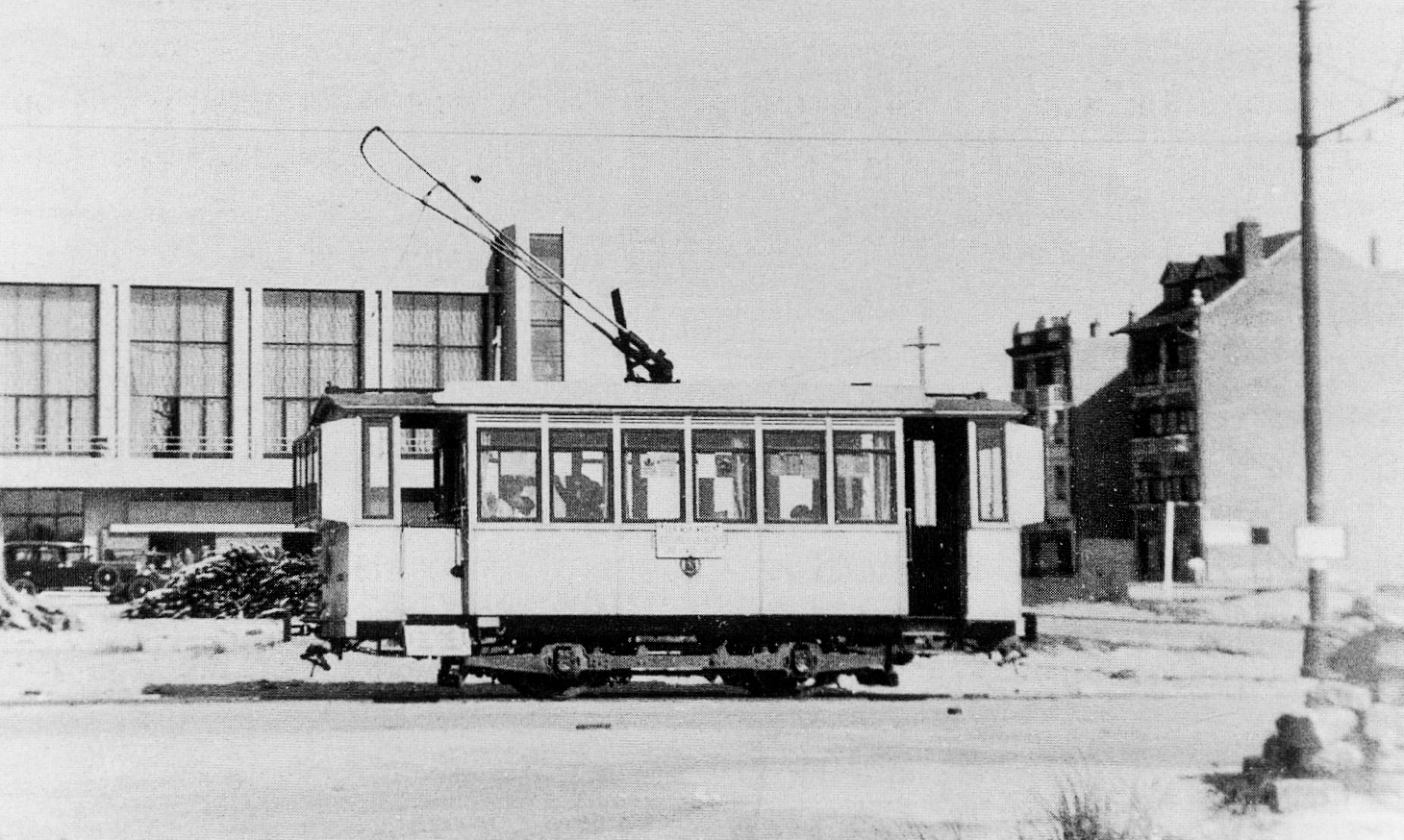
Tramlijn 12 voor het casino

De Knokse stadstram was een Belgisch mini-trambedrijf met kleine trams, dat ressorteerde onder de buurtspoorwegen Nationale Maatschappij van Buurtspoorwegen (NMVB). De huidige kusttramlijn, toen lijn 1, hoorde er niet bij, maar reed wel deels over dezelfde sporen.

## Historie
De allereerste railverbinding met Knokke geschiedde per NMVB-stoomtram. Vanaf 1890 reed deze van Brugge via Knokke naar Heist; op dezelfde route die de Kusttram nu rijdt tussen Knokke en Heist. De enige spoorlijn in die tijd, vanuit Brugge, via Blankenberge, kwam slechts tot Heist; pas in 1920 kreeg Knokke een trein. 
Maar die stoomtram kwam niet bij het strand in Knokke. Voor dat traject was er in 1891 en 1893 al een plan, maar het kwam er niet van. 
Uiteindelijk ging er in 1904 een paardentram op dat stukje van nog geen twee kilometer rijden. Dat was dus min of meer de eerste stadslijn. In 1912 nam de NMVB deze lijn over, en werd zij elektrisch. Bovendien werd de lijn gekoppeld aan lijn 1 uit Oostende en verlengd naar Het Zoute. Zo ontstond de doorgaande lijn Oostende-Het Zoute. 
In 1920 kreeg Knokke een primitief treinstation. Maar dat primitieve schrok de toeristen niet af: het was in zomer zo druk dat er iedere drie minuten een tram naar het strand reed. Op de huidige Lippenslaan reden de trams links en dus tegen het verkeer in. Voor zover er in die tijd ander verkeer was althans. 

### Landsgrens
In 1928/29 volgde verlenging naar Oosthoek (Siska) en ging de elektrische lijn zelfs over de grens met Nederland, tot Retranchement. Daar was tot 1939 aansluiting op de Nederlandse SBM-stoomtram naar Breskens. De stoomtram nam de rijtuigen over, dus men hoefde niet over te stappen. Deze dienst was alleen in de zomer, twee keer per dag en werd administratief aangeduid als lijn H of Ho (Holland). In Breskens sloot de tram aan op de veerboot naar Vlissingen. In 1939 verdween deze internationale lijn wegens de mobilisatie. Toen in 1929 de hele kustlijn elektrisch geworden was, kon men met slechts één overstap van De Panne naar Het Zoute, een afstand van zo'n 75 kilometer. En met twee overstappen tot in Nederland, geheel per elektrische tram. De lijn Brugge-Knokke werd pas elektrisch in 1930. Toen in 1932 Adinkerke-De Panne elektrisch geworden was, kon men zelfs van het grensstation Adinkerke tot over de Nederlandse grens reizen per elektrische NMVB-tram. De geplande elektrische lijnen naar Duinkerken en Breskens kwamen er echter niet. Ook nu is er soms nog een plan voor.

### Nieuwe lijnen
In 1929 opende tramlijn 6 tot het casino. In 1933 werd dit lijn 12. In 1935 volgde verlenging van deze lijn naar Duinbergen en Heist. Het traject was daarmee Oosthoek-Heist geworden. Lijn 12 reed over de gehele Elizabethlaan en kwam niet bij het station. Tussen Duinbergen en Heist reed lijn 12 op de Kusttramlijn. In de zomer was er tramlijn 13 tussen Oosthoek en het station. Zodoende reden dan lijn 1, 10 en 13 tussen het station en Het Zoute. Ten slotte was er nog tramlijn 21, later 14, naar Sluis, via Westkapelle. Soms reed deze lijn ook tot Het Zoute, maar meestal tot het station. Ook lijn 14 stak de Nederlandse grens over. De lijn Brugge-Knokke-Heist werd later de elektrische lijn 10/11, maar hoorde niet bij de stadslijnen. Vanaf de jaren 30 werd lijn 11 naar Heist opgeheven. Met een overstap van lijn 10 op lijn 1 bij station Knokke bleef Heist wel bereikbaar. Tussen Knokke station en Het Zoute reden lijn 1 en 10 deels samen met lijn 12 & 13. Bij station Knokke was een sporen-driehoek. 

### Oorlogen
In de Eerste Wereldoorlog namen de Duitsers alle voertuigen in beslag, en rails en materieel raakte beschadigd. In 1919 reden de trams weer. 
In de Tweede Wereldoorlog werd opnieuw alle materieel gevorderd door de Duitsers. De stadstram reed onregelmatig en de Kusttram kon Heist en Knokke niet bereiken omdat in Zeebrugge de bruggen vernield waren. De schade viel in dit gebied mee. Op 11 januari 1945 bereikte tramlijn 1 opnieuw Knokke, en ook de lijn 
Heist-Knokke-Siska kwam al weer in gebruik. De drukte van vroeger keerde terug. 

### Opheffingen
Maar waar het vooroorlogse gemeentebestuur smeekte om tramlijnen en iedere opening een feest was, wilde het nu van alle trams in de stad af,zoals in zoveel steden en dorpen. Er werden problemen gezocht waar de tram de schuld van kreeg. Alle middelen werden aangewend om de trams te doen verdwijnen. En zo werden de stadslijnen in 1951 al opgeheven. Alleen lijn 1 en 10 reden nog door de stad tot Het Zoute. Doordat het steeds drukker met auto's werd, kregen de trams daar steeds meer last van; maar de gemeente draaide dat natuurlijk om en wilde ook deze lijnen uit de stad hebben. In 1956 dreigde de burgemeester om de trams "manu militari" tegen te houden. Lijn 10 Het Zoute-Brugge werd in 1956 geheel opgeheven, ondanks dat er zelfs een nieuwe PCC-tram proef gereden had. De NMVB ging uiteindelijk in 1963 akkoord om "op proef" bussen in te zetten in de zomer. Uiteraard vond de gemeente de proef geslaagd, en vanaf september 1966 reden er helemaal geen trams meer door Knokke centrum. In 1969 werden de sporen opgebroken. Sindsdien moet iedereen dus overstappen bij het station, dus voor de reiziger is het niet zo geslaagd. Van ooit iedere drie minuten een tram naar het strand ging het naar één bus per uur, en dat is nog steeds zo.

## Materieel
Op de Knokse en Oostendse stadstram werden deels (afwisselend) dezelfde kleine series kleine trams ingezet op de stadslijnen, met de type-aanduidingen Metallurgique, Seneffe, en Observatoire.  Waarschijnlijk reden ze gewoon naar de andere stad, of werden gekoppeld aan een tram van lijn 1.  
Hoewel er verhoudingsgewijs vele kusttrams museumtram zijn geworden, zijn er van de stadstrams maar van één type twee bewaard: in Brussel en Schepdaal.